# Павлос Воскопулос
Павлос Филипов Воскопулос (на гръцки: Παύλος Φιλίποβ Βοσκόπουλος), наричан в Северна Македония Павле Воскопулос, е политик от Гърция. Воскопулос е член на колективното ръководство, говорител и най-изявен лидер на базираната в Лерин партия Виножито, която се бори за защита на правата на така нареченото „македонско малцинство“ в Егейска Македония.

## Биография
Воскопулос е роден в южномакедонския град Лерин (Флорина), Гърция, където завършва основно и средно образование. Произхожда от видната фамилия Филипови от Борешница. След това продължава обучението си в Белград, Югославия, където в 1988 година завършва архитектура. В 1989 година заедно с Димитрис Пападимитро, Траянос Пасис, Костас Тасопулос и Петрос Димицас основава в Съботско (Аридеа) Македонско движение за балкански просперитет. На местните избори в 1993 година движението печели 14% от гласовете.
В 1994 той е сред основателите на партия Виножито. На 14 септември 1995 година Воскопулос заедно с други трима членове на партията са обвинени в „предизвикване и насърчаване на взаимна омраза между гражданите“ от местния съд в Лерин.
Негов първи братовчед е кметът на Лерин Йоанис Воскопулос.